# 1964년 바이허 지진
1964년 바이허 지진(중국어: 1964年白河地震), 통칭 바이허 대지진(중국어: 白河大地震 바이허다디전[*])은 1964년 1월 18일 타이완 타이난시 바이허구(당시 바이허시)에서 발생한 릭터 규모 ML6.3의 지진이다. 지진의 진원 깊이는 20 km이다. 지진으로 106명이 사망했고 건물 10,924채가 붕괴되었으며 자이시에서는 대화재가 발생했다. 이 지진은 20세기 타이완에서 발생한 6번째로 사망자가 많은 지진이자 제2차 세계 대전 이후 921 대지진, 2016년 가오슝 지진에 이어 3번째로 사망자가 많은 지진이다.

## 지진
이 지진은 1964년 1월 18일 토요일 20시 5분(현지 시각)에 발생했으며 인구 밀도가 높은 타이완 중남부의 자난평원을 흔들었다. 지진의 진앙은 타이난현 동북부에 있는 바이허구 지역이었으며 진원 깊이는 20 km이다. 필리핀해판과 유라시아판 사이 압축력의 영향을 받은 추커우 단층에서 발생한 지진으로 이 단층에서 발생한 지진 중 규모가 가장 큰 지진이다. 단층은 40 km 길이로 파열되었다. 지진으로 방출된 에너지는 약 1022 erg로 2.9×108 kWh의 전력에 해당한다.

## 피해
당시 대만 정부는 106명이 사망 또는 실종되었고 229명이 중상을 입었으며 421명이 경상을 입었다고 집계했다. 또한 주택 10,502채가 완전 붕괴되었고 25,818채가 일부 파손되었다. 공공 건물은 682채가 완전 붕괴되었으며 764채가 반파, 1,905채가 일부 파손되었다. 1964년 화폐 가치 기준으로 타이난현(현 타이난시)에서 주택 및 기타 건물 손실액이 1억 9,100만 신 대만 달러가 넘었다고 집계했다.
지진으로 영향을 받은 건물 피해 정도는 지질과 건축 자재에 따라 달라졌다. 지반이 상대적으로 약했던 바이허진(현 바이허구)과 둥산진(현 둥산구)에서는 목조, 흙, 벽돌로 지은 건물 피해가 매우 심각했고 철근 벽돌과 철근 콘크리트로 지은 건물은 피해가 크지 않았다. 하지만 지반이 단단한 난시진(현 난시구)와 위징진(현 위징구)에서는 정 반대로 철근 벽돌과 철근 콘크리트로 지은 건물의 피해가 컸다.
지진은 주로 바이허진, 신화진(현 신화구), 용강진(현 용강구), 관쯔링 지역에서 지반 진동, 지반 균열, 토양액상화, 모래 분출 등의 현상을 동반했다. 관쯔링의 온천이 솟아나던 우물 구멍도 지진으로 막히면서 온천수가 다른 곳으로 우회해 인근의 고속도로 한가운데에서 진흙과 모래가 섞인 온천수로 분출해 인근 풀과 나무가 영향을 받는 현상이 일주일간 지속되었다. 또한 우산터우댐의 댐 제방에 균열이 갔고 관쯔링 지역에서 산사태가 발생했으며 타이완 시도 제172호선도 곳곳이 균열이 가는 피해가 있었다.
자이시는 지진 자체의 피해는 거의 없어 일부 오래된 목조주택이 붕괴하고 3층짜리 철근 콘크리트 건물 한 채만 붕괴했으나 자이시 곳곳에서 큰 화재가 발생했다. 여진이 이어졌고 사람들이 대피하느라 불을 끄지 못했고 결과 자이시 거의 전역이 불에 탔다. 타이완 《중양르바오》 신문은 화재가 중산로의 "중앙식당"에서 처음 발생했다고 보도했다. 화재가 가장 컸을 때 화재선의 길이는 약 1 km에 달했고 중산로, 광채가, 중정로, 국화로 인근 거리는 불길에 휩싸여 총 7,848 m2 면적의 지역이 화재로 탔다. 자이시는 다음 날 새벽 1시까지 화재가 이어지며 약 3시간동안 불길이 이어져 전부 재로 변했으며 주택 174채가 전소했다.

## 정부의 대응
지진 발생 당시 타이완에는 당시까지 공식적인 재난 관리 정책이 없었으며 지진 발생 후 재난 구호 및 재건 작전은 주로 중화민국 국군과 중화민국의 경찰이 맡았다. 지진 발생 후 대만 정부는 문제점을 재고하여 이듬해에 자연재해 발생시 표준적인 재난 지원 및 구호 절차를 도입했다.

## 같이 보기
- 1964년 지진
- 타이완의 지진 목록
- 921 대지진